# Perttula
Perttula (szw. Bertby) – wieś w Finlandii, w rejonie Uusimaa, w gminie Nurmijärvi.